# Takuro Miuchi
Pas d'image ? Cliquez ici

a Compétitions nationales et continentales officielles uniquement.

b Matchs officiels uniquement.
Dernière mise à jour le 7 août 2019.
Takuro Miuchi (箕内 拓郎, Miuchi Takurō), né le 11 décembre 1975 à Kitakyūshū (Japon), est un joueur japonais international de rugby à XV évoluant au poste de troisième ligne centre. 

## Biographie
Il joue le gros de sa carrière avec les NEC Green Rockets dans la Top League japonaise, avant de terminer sa carrière avec les NTT Docomo Red Hurricanes. 
Il était très régulièrement sélectionné en équipe du Japon de rugby à XV, dont il fut le capitaine à 45 reprises.
Jean-Pierre Elissalde lui a enlevé le capitanat à la surprise générale en février 2006, avant de retrouver cette charge après le limogeage de ce dernier.
Il a été un Blue d'Oxford, et a également joué en Italie.
Il a disputé quatre matchs de la Coupe du monde 2003, les quatre comme titulaire et comme capitaine, et trois matchs de la Coupe du monde 2007, là aussi tous comme titulaire et capitaine.

## Palmarès
- Sélectionné en équipe du Japon de rugby à XV à 48 reprises et 45 fois capitaine
- 35 points
- 7 essais
- Sélections par année : 5 en 2002 (5 fois capitaine), 10 en 2003 (10 fois capitaine), 6 en 2004 (6 fois capitaine), 8 en 2005 (8 fois capitaine), 2 en 2006, 9 en 2007 (9 fois capitaine) et 8 en 2008 (7 fois capitaine).